# Bouceklytus
Bouceklytus is een geslacht van vliesvleugeligen uit de familie Tetracampidae. De wetenschappelijke naam van dit geslacht is voor het eerst geldig gepubliceerd in 1975 door Yoshimoto.

## Soorten
Het geslacht Bouceklytus is monotypisch en omvat slechts de volgende soort:
- Bouceklytus arcuodens Yoshimoto, 1975